# Słodliwka pospolita
Słodliwka pospolita, langsat, duku (Lansium domesticum) – gatunek drzewa należący do rodziny meliowatych (Meliaceae). Pochodzi z Półwyspu Malajskiego, rozprzestrzenił się również na Filipinach. Jest uprawiany dla smacznych owoców w całej Azji Południowo-Wschodniej.

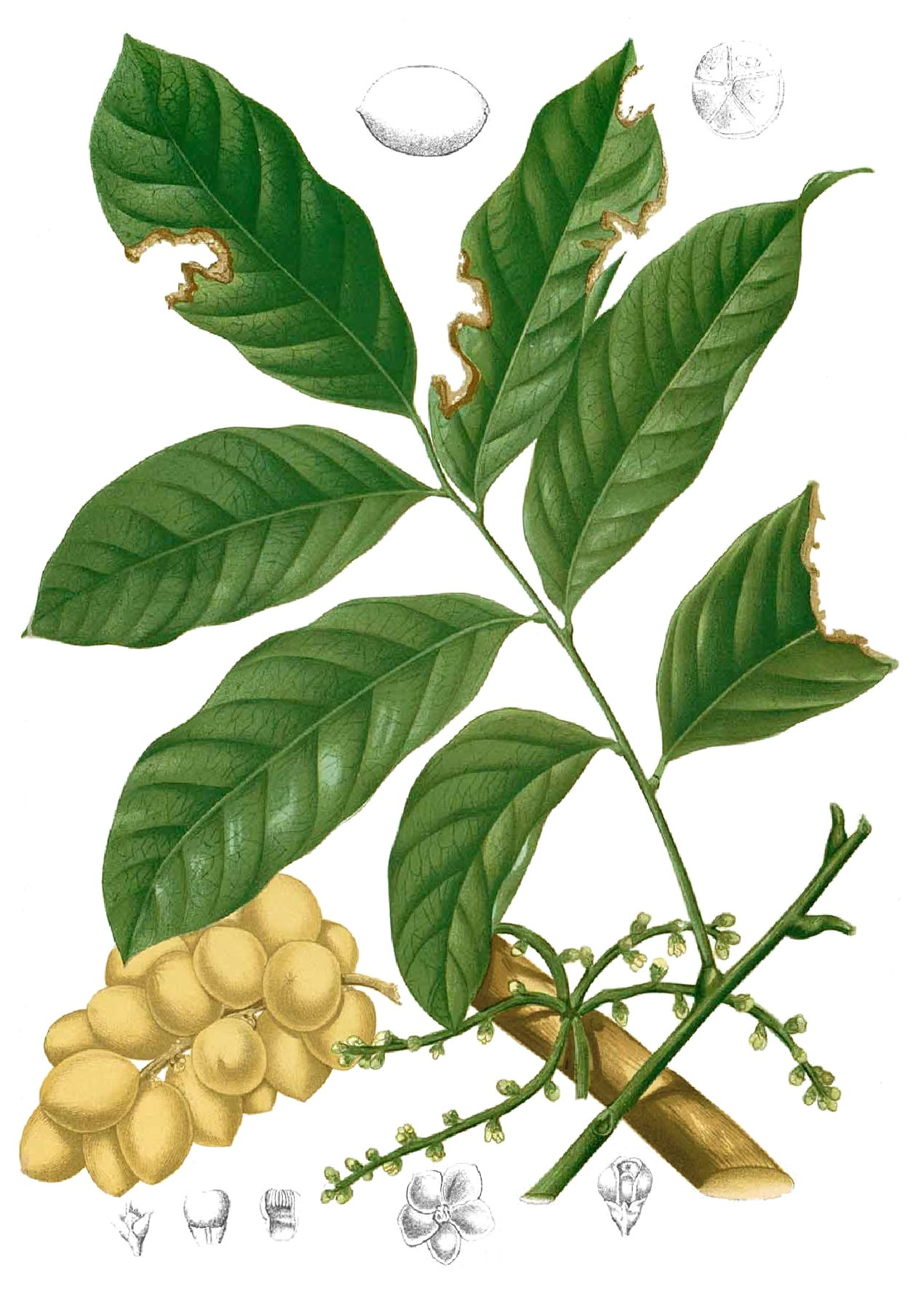
Morfologia

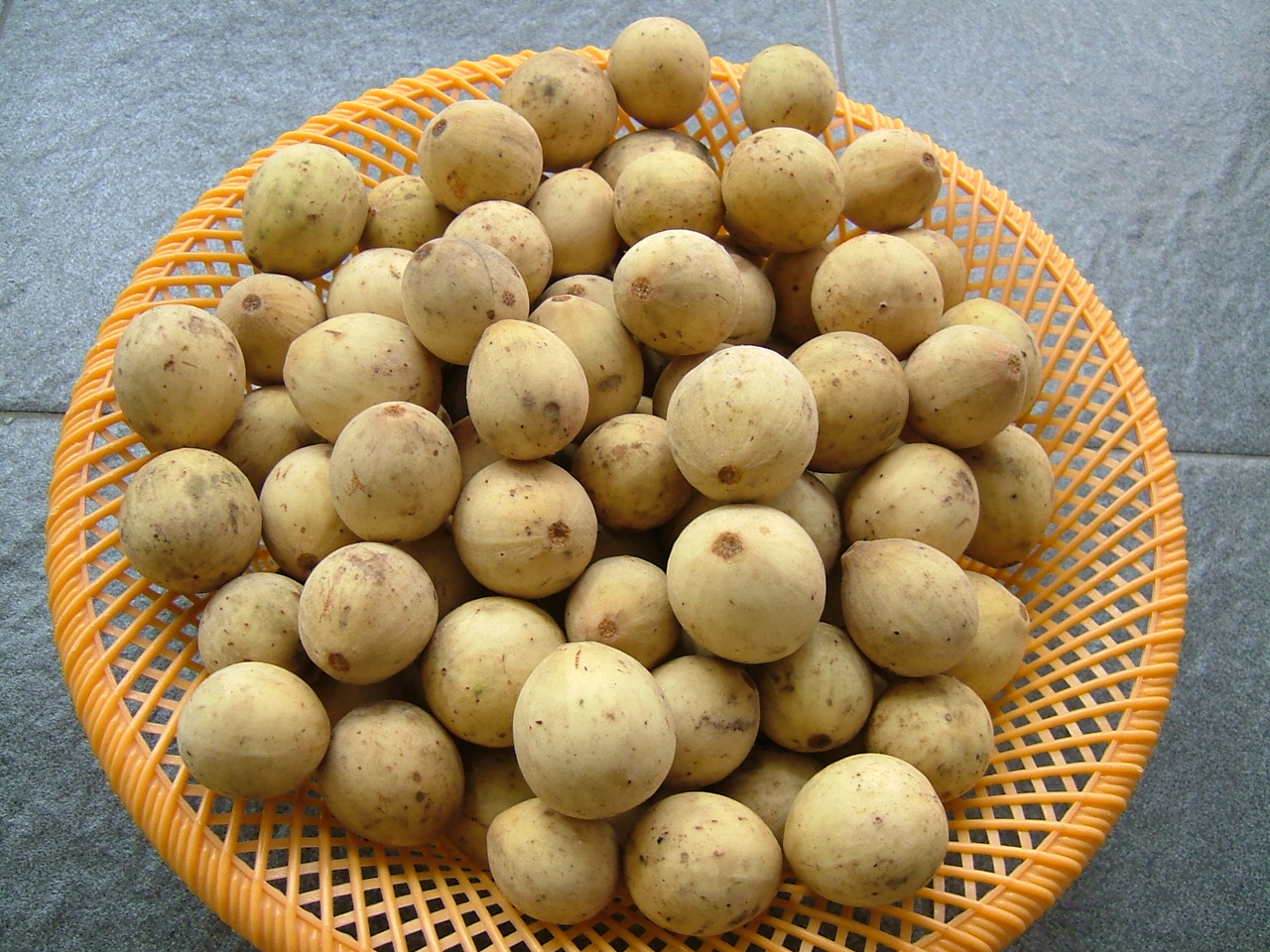
Dojrzałe owoce

## Morfologia
Drzewo o wysokości 15–20 m. Liście pierzaste, o 5–7 eliptycznych lub jajowatych i całobrzegich listkach. Drobne kwiaty zebrane są w grona. Składają się z 5-działkowego kielicha, 5 białych płatków korony, 1 słupka i 10 pręcików zrośniętych w rurkę wokół słupka. Owocem jest soczysta jagoda.

## Zastosowanie
- Owoc jest bardzo smaczny, nadaje się do spożycia zarówno w stanie surowym, jak i na przetwory.
- Z aromatycznej kory wytwarza się kadzidła.